# Didier Delsalle
Didier Delsalle (Aix-en-Provence, França, 6 de maio de 1957) é um piloto de testes de helicópteros e piloto de caças francês. Em 14 de maio de 2005 ele se tornou a primeira pessoa a pousar um helicóptero no topo do Monte Everest, a 8,848 metros de altitude em relação ao nível do mar.

## Carreira
Didier Delsalle entrou para a Força Aérea Francesa no ano de 1979 como um piloto de caça. Dois anos depois se tornou um piloto de helicóptero, participando de missões de busca e salvamento durante 10 anos. Após esse período, Delsalle se tornou um piloto de testes, sendo contratado pela Eurocopter, como chefe dos pilotos responsáveis pelos testes de aeronaves de asas rotativas.

## Aterrissagem no topo do monte Everest
No dia 14 de maio de 2005, as 07:08 no horário local, Delsalle decolou de Lukla, Nepal para definir o recorde mundial de pouso mais elevado já realizado, descendo com seu helicóptero sobre o topo do monte Everest, situado a 8,848 metros de altitude em relação ao nível médio do mar. Após ficar no denominado topo do mundo por três minutos e cinquenta segundos, Delsalle decolou de volta ao aeroporto de Lukla.
A aeronave utilizada para tal feito foi um Eurocopter AS350 Squirrel especialmente adaptado. Com objetivo de eliminar peso, foi procedida a retirada de elementos desnecessários para o voo, tais como os assentos dos passageiros, reduzindo o peso do helicóptero em 120 kg, o que possibilitou o pouso e  sua posterior decolagem à partir do topo da montanha.
Segundo o próprio piloto, a parte mais dificil envolvendo o voo foi efetuar o pouso na neve acumulada no topo do Everest, uma vez que não tinha nenhuma certeza em relação ao quanto os pés da aeronave afundariam no gelo após efetuado o pouso.